# Garde (arme blanche)
Pour les articles homonymes, voir Garde.

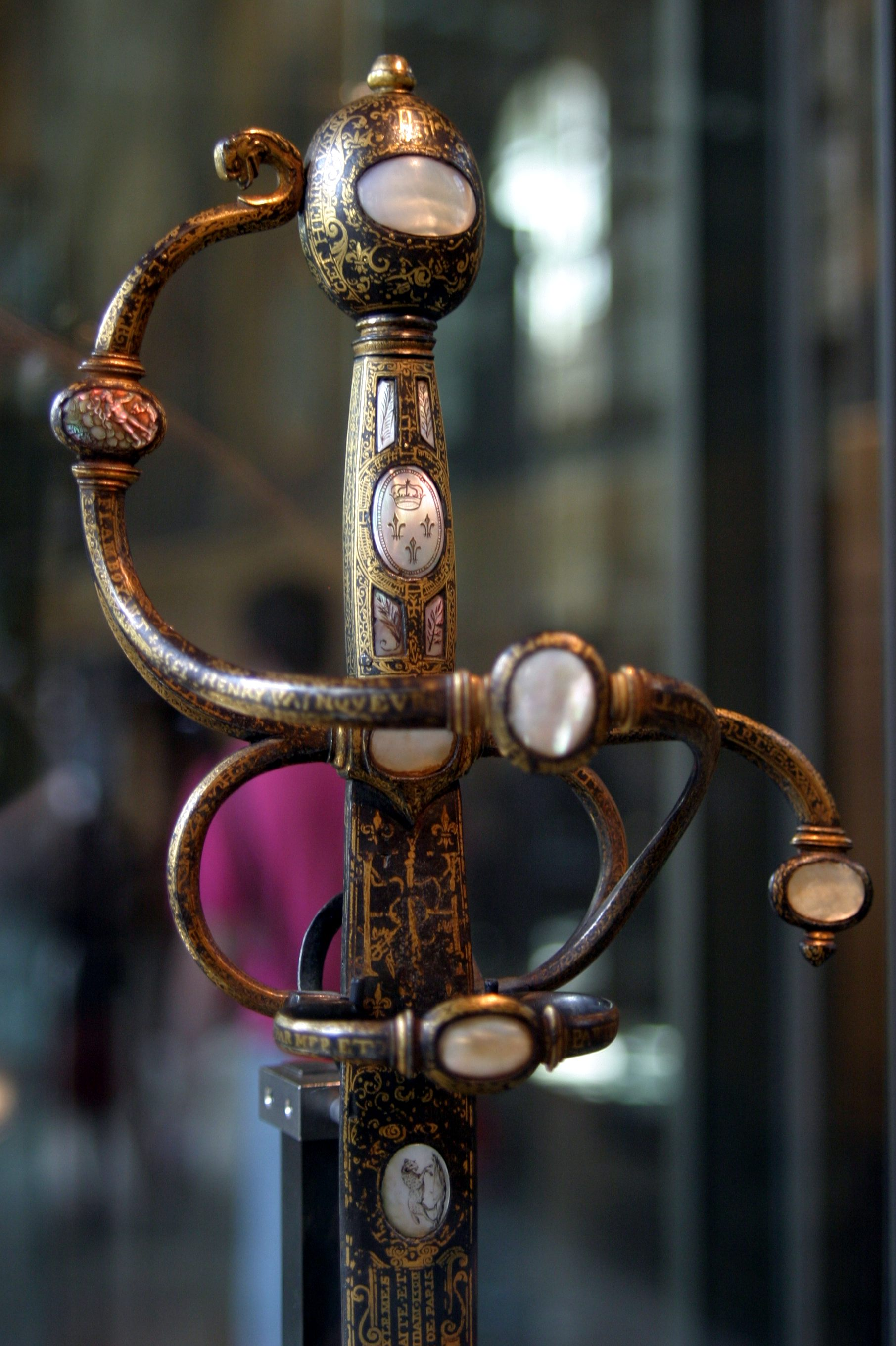
Garde d'une rapière française, finement décorée de fleurs de lys

Sur une arme blanche, la garde est une pièce séparant la poignée de la lame permettant de dévier les coups et protéger la main. Elle a aussi pour fonction de servir d'arrêtoir entre ces deux pièces afin que la lame ne détériore et ne s'enfonce pas dans la poignée réalisé dans un matériau plus malléable.

## Armes européennes
Sur les épées, la garde est en général formée de deux branches symétriques perpendiculaires à la lame, ce qui donne à l'arme une forme générale en croix. Dans certains cas, notamment pour certains sabres, elle prend la forme d'une coquille.